# Liste des chansons enregistrées par Frank Sinatra

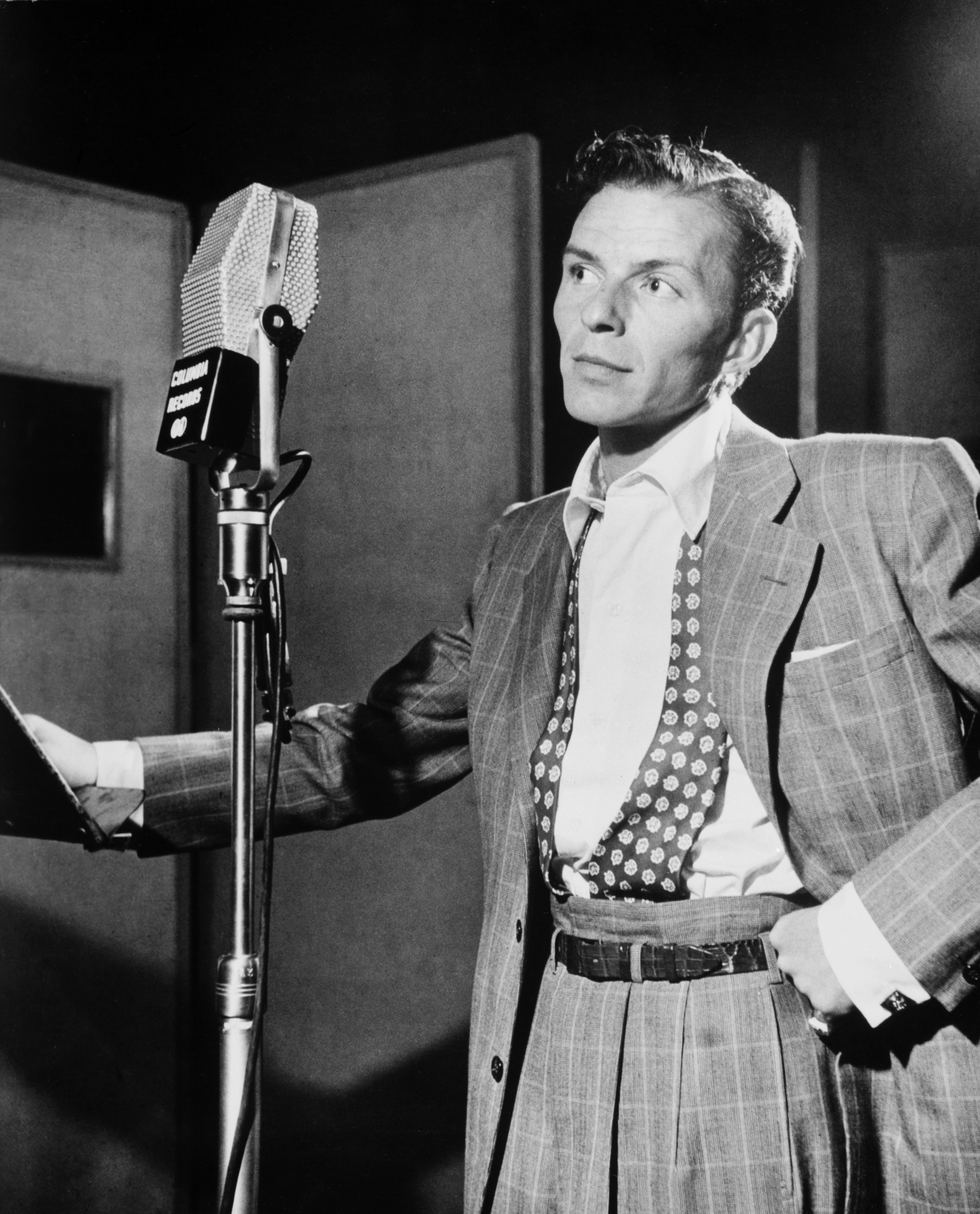
Frank Sinatra (1915-1989) à New York en 1947

Liste alphabétique complète des enregistrements des chansons de Frank Sinatra entre 1939 et 1994 :
- Haut – A
- B
- C
- D
- E
- F
- G
- H
- I
- J
- K
- L
- M
- N
- O
- P
- Q
- R
- S
- T
- U
- V
- W
- X
- Y
- Z

## A
- A Baby Just Like You (1975)
- A Cottage For Sale (1959)
- A Day In The Life Of A Fool (1969)
- A Fella With An Umbrella (1948)
- A Fellow Needs A Girl (1947)
- A Fine Romance (1960)
- A Foggy Day (1953, 1960, 1994)
- A Friend Of Yours (1945)
- A Garden In The Rain (1962)
- A Ghost Of A Chance (1945, 1959)
- A Good Man Is Hard To Find (1951)
- A Hundred Years From Today (1984)
- A Little Learning Is A Dangerous Thing (1947)
- A Long Night (1981)
- A Lovely Way To Spend An Evening (1943)
- A Man Alone (1969)
- A Man Alone (Reprise) (1969)
- A Million Dreams Ago (1961)
- A Nightingale Sang In Berkeley Square (1962)
- A Sinner Kissed An Angel (1941)
- Accidents Will Happen (1950)
- Adeste Fideles (1946, 1957)
- After You’ve Gone (1984)
- Ain’t She Sweet? (1962)
- Ain’t Cha Ever Comin’ Back? (1947)
- All Alone (1962)
- All I Need Is The Girl (1967)
- All My Tomorrows (1958, 1969)
- All Of Me (1946, 1947, 1954)
- All Of You (1979)
- All Or Nothing At All (1939, 1961, 1966, 1977)
- All the Things You Are (1945)
- All the Way (1957, 1963)
- All The Way Home (1983)
- All This And Heaven Too (1940)
- All Through The Day (1946)
- Almost Like Being in Love (1947, 1961)
- Always (1946, 1947, 1960)
- America The Beautiful (1945, 1963)
- American Beauty Rose (1950, 1961)
- Among My Souvenirs (1946)
- An Old Fashioned Christmas (1964)
- Angel Eyes (1958)
- Anything (1940)
- Anything Goes (1956)
- Anytime (I’ll Be There) (1975)
- Anytime, Anywhere (1953)
- Any Time At All (1964)
- April In Paris (1950, 1957)
- April Played A Fiddle (1940)
- Are You Lonesome Tonight? (1962)
- Around The World (1957)
- As Time Goes By (1961)
- As You Desire Me (1961)
- At Long Last Love (1956, 1962)
- Autumn In New York (1947, 1957)
- Autumn Leaves (1957)
- Available (1964)
- Azure-Te (Paris Blues) (1952)

## B
- Baby it's Cold Outside (1949)
- Baby Won’t You Please Come Home? (1957)
- Bad, Bad Leroy Brown (1973)
- Bali Ha’i (1949)
- Bang Bang (My Baby Shot Me Down) (1973, 1981)
- Barbara (1977)
- Baubles, Bangles And Beads (1958, 1967)
- Be Careful It’s My Heart (1942, 1960)
- Before The Music Ends (1979)
- Begin The Beguine (1946)
- Bein’ Green (1970)
- Bewitched, Bothered and Bewildered (1957, 1963, 1994)
- Bim Bam Baby (1952)
- Blame It On My Youth (1956)
- Blue Hawaii (1957)
- Blue Lace (1968)
- Blue Moon (1960)
- Blue Skies (en) (1941, 1946)
- Blues In The Night (en) (1958)
- Body And Soul (1947, 1984)
- Bonita (1969)
- Bop Goes My Heart (1948)
- Born Free (1967)
- Both Sides Now (1968)
- Brazil (1957)
- But Beautiful (1947)
- But None Like You (1947)
- But Not for Me (1979)
- By The Time I Get To Phoenix (1968)
- Bye Bye Baby (1949)

## C
- California (1963)
- Call Me (1966)
- Call Me Irresponsible (1963)
- Can I Steal A Little Love? (1956)
- Can’t We Be Friends? (1955)
- Can’t You Just See Yourself? (1947)
- Castle Rock (1951)
- Catana (1947)
- C’est Magnifique (1959)
- Change Partners (1967)
- Charmaine (1962)
- Chattanoogie Shoe Shine Boy (1950)
- Cheek To Cheek (1958)
- Cherry Pies Ought To Be You (1950)
- Chicago (That Toddlin' Town) (1957)
- Christmas Dreaming (1947)
- Christmas Memories (1975)
- Ciribiribin (1939)
- Close To You (1943, 1956)
- Close To You (1970)
- Come Back To Me (1967)
- Come Back To Sorrento (1950)
- Come Blow Your Horn (1963)
- Come Dance With Me (1958)
- Come Fly With Me (1957, 1965, 1994)
- Come Rain or Come Shine (1961, 1993)
- Come Waltz With Me (1962)
- Comme Ci Comme Ca (1948)
- Could ‘Ja? (1946)
- Crazy Love (1957)
- Cycles (1968)

## D
- Dancing In The Dark (1958)
- Dancing On The Ceiling (1955)
- Day By Day (1945, 1961)
- Day In, Day Out (1953, 1954, 1958)
- Daybreak (1942, 1961)
- Dear Heart (1964)
- Dear Little Boy Of Mine (1950)
- Deep In A Dream (1955)
- Deep Night (1951)
- Desafinado (Off-Key) (1969)
- Devil May Care (1940)
- Didn’t We? (1969)
- Dig Down Deep (1942)
- Dindi (1967)
- Do I Worry? (1941)
- Do You Know Why? (1940)
- Dolores (1941)
- Don'Cha Go ‘Way Mad (1962)
- Don't Be A Do Badder (1964)
- Don't Be That Way (1961)
- Don't Change Your Mind About Me (1954)
- Don't Cry Joe (1949, 1961)
- Don't Ever Be Afraid To Go Home (1952)
- Don't Ever Go Away (1969)
- Don't Forget Tonight Tomorrow (1945)
- Don't Like Good-byes (1956)
- Don't Make A Beggar Of Me (1953)
- Don't Sleep in the Subway (1967)
- Don't Take Your Love From Me (1961)
- Don't Wait To Long (1965)
- Don't Worry ‘Bout Me (1953)
- Downtown (1966)
- Dream (1945, 1960)
- Dream Away (1973)
- Drinking Again (1967)
- Drinking Water (Aqua De Beber) (1969)
- Dry Your Eyes (1976)

## E
- Early American (1964)
- East Of The Sun (And West Of The Moon) (1940, 1961)
- Ebb Tide (1958)
- Elizabeth (1969)
- Embraceable You (1944, 1960, 1994)
- Emily (1964, 1977)
- Empty Is (1969)
- Empty Tables (1973, 1974, 1976)
- Evergreen (1976)
- Ever Homeward (1947)
- Every Day Of My Life (1939)
- Every Man Should Marry (1949)
- Ev’rybody Has The Right To Be Wrong (At Least Once) (1965)
- Everybody Loves Somebody (1947, 1957)
- Everybody Ought To Be In Love (1977)
- Everybody’s Twistin’ (1962)
- Everything Happens To Me (1941, 1956, 1974, 1981)

## F
- Fairy Tale (1955)
- Faithful (1951)
- Falling In Love With Love (1961)
- Farewell, Farewell To Love (1951)
- Feelin’ Kinda Sunday (1970)
- Feet Of Clay (1952)
- Five Hundred Guys (1956)
- Five Minutes More (1946, 1961)
- Flowers Mean Forgiveness (1956)
- Fly Me to the Moon (1964, 1994)
- Follow Me (1967)
- Fools Rush In (1940, 1947, 1960)
- For A While (1969)
- For Every Man There’s A Women (1947)
- For Once In My Life (1969, 1994)
- For The Good Times (1979)
- Forget Domani (1965)
- Forget To Remember (1969)
- Free For All (1941)
- French Foreign Legion (1958)
- From Here To Eternity (1953)
- From Promise To Promise (1969)
- From The Bottom Of My Heart (1939)
- From The Bottom To The Top (1955)
- From This Day Forward (1946)
- From This Moment On (1956)
- Fugue For Tinhorns (1963)
- Full Moon And Empty Arms (1945)

## G
- Gentle on My Mind (1968)
- Get Happy (1954)
- Give Her Love (1966)
- Glad To Be Unhappy (1955)
- Go Tell It On The Mountain (1964)
- God’s Country (1950)
- Goin’ Out Of My Head (1969)
- Golden Moment (1965)
- Gone With The Wind (1958)
- Good Thing Going (1981)
- Goodbye (1958)
- Goodbye (She Quietly Says) (1969)
- Goodnight Irene (1950)
- Goody Goody (1962)
- Granada (1961)
- Guess I’ll Hang My Tears Out To Dry (1946, 1958, 1993)
- Gunga Din (1966)
- Guys And Dolls (1963)
- Guys And Dolls (Reprise) (1963)

## H
- Half As Lovely (Twice As True) (1954)
- Hallelujah, I Love Her So (1969)
- Hark The Herald Angels Sing (1957)
- Have You Met Miss Jones (1960, 1961)
- Have Yourself a Merry Little Christmas (1947, 1957, 1963)
- Head On My Pillow (1940)
- Hear My Song Violetta (1940)
- Hello Dolly (1964)
- Hello, Young Lovers (1951, 1965)
- Help Yourself To My Heart (1947)
- Here Comes The Night (1939)
- Here Goes (1958)
- Here’s That Rainy Day (1959)
- Here’s To The Band (1983)
- Here’s To The Losers (1963)
- Hey Jealous Lover (1956)
- Hey Look, No Crying (1981)
- Hidden Persuasion (1960)
- High Hopes (1959)
- Home On The Range (1946)
- Homesick That’s All (1945)
- How About You? (1941, 1956)
- How Are You Fixed For Love? (1958)
- How Could You Do A Thing Like That To Me? (1955)
- How Cute Can You Be? (1946)
- How Deep Is the Ocean? (d'Irving Berlin, 1946, 1960)
- How Do You Do Without Me? (1941)
- How Do You Keep The Music Playing? (1983, 1984, 1994)
- How Insensitive (1967)
- How Little We Know (1956, 1963)
- How Old Am I? (1965)
- Hush-A-Bye-Island (1946)

## I
- I Am Loved (1950)
- I Begged Her (1944)
- I Believe (1946, 1957)
- I Believe I’m Gonna Love You (1975)
- I Believe In You (1964)
- I Can Read Between The Lines (1953)
- I Can’t Believe I’m Losing You (1964)
- I Can’t Believe You’re In Love With Me (1960)
- I Can't Get Started (1959)
- I Can’t Stop Loving You (1964)
- I Concentrate On You (1947, 1960, 1967)
- I Could Have Danced All Night (1958)
- I Could Have Told You (1953)
- I Could Make You Care (1940)
- I Could Write A Book (1952, 1957)
- I Couldn’t Care Less (1958)
- I Couldn’t Sleep A Wink Last Night (1943, 1956)
- I Cover The Water Front (1957)
- I Didn’t Know What Time It Was (1957)
- I Don’t Know Why (1945)
- I Dream Of You (1944)
- I Fall in Love Too Easily (1944)
- I Fall In Love With You Everyday (1946)
- I Get a Kick Out of You (1953, 1962)
- I Get Along Without You Very Well (1955)
- I Got A Gal I Love (1946)
- I Got It Bad And That Ain’t Good (1956)
- I Got Plenty O’ Nuttin’ (1956)
- I Gotta Right To Sing The Blues (1962)
- I Guess I’ll Have To Change My Plan (1956)
- I Guess I’ll Have To Dream The Rest (1941, 1950)
- I Had The Craziest Dream (1979)
- I Hadn’t Anyone Till You (1961)
- I Have But One Heart (1945)
- I Have Dreamed (1963)
- I Haven’t Time To Be A Millionaire (1940)
- I Hear A Rhapsody (1952)
- I Heard The Bells On Christmas Day (1964)
- I Left My Heart In San Francisco (1962)
- I Like The Sunrise (1967)
- I Like To Lead When I Dance (1964)
- I Love My Wife (1976)
- I Love Paris (1959, 1960)
- I Love You (1946, 1953, 1962)
- I Loved Her (1981)
- I Never Knew (1961)
- I Only Have Eyes For You (1945, 1962)
- I See It Now (1965)
- I See Your Face Before Me (1955)
- I Should Care (1945)
- I Sing The Songs (1976)
- I Think Of You (1941, 1957)
- I Thought About You (1955, 1956)
- I Tried (1941)
- I Wanna Be Around (1964)
- I Want To Thank Your Folks (1946)
- I Went Down To Virginia (1947)
- I Whistle A Happy Tune (1951)
- I Will Drink The Wine (1970)
- I Will Wait For You (1966)
- I Wish I Were In Love Again (1956)
- I Wish You Love (1964)
- I Wished On The Moon (1965)
- I Won’t Dance (1956, 1962)
- I Would Be In Love (Anyway) (1969)
- I Wouldn’t Trade Christmas (1968)
- I’d Know You Anywhere (1940)
- If (1974)
- If I Ever Love Again (1949)
- If I Forget You (1947)
- If I Had Three Wishes (1955)
- If I Had You (1947, 1956, 1962)
- If I Loved You (1945)
- If I Only Had A Match (1947)
- If I Should Lose You (1984)
- If I Steal A Kiss (1947)
- If It’s The Last Thing I Do (1956)
- If Only She’d Look My Way (1950)
- If You Are But A Dream (1944, 1957)
- If You Go Away (1969)
- If You Never Come To Me (1967)
- If You Please (1943)
- If You Stub Your Toe On The Moon (1949)
- I’ll Be Around (1955)
- I’ll Be Home For Christmas (1957)
- I’ll Be Seeing You (1940, 1961, 1961)
- I’ll Follow My Secret Heart (1962)
- I’ll Make Up For Everything (1947)
- I’ll Never Be The Same (1955)
- I’ll Never Let A Day Pass By (1941)
- I’ll Never Smile Again (1940, 1959, 1965)
- I’ll Only Miss Her When I Think Of Her (1965)
- I’ll Remember April (1961)
- I’ll See You Again (1961)
- I’ll Take Tallulah (1942)
- Ill Wind (1955)
- I'm a Fool to Want You (1951, 1957)
- I’m Beginning To See The Light (1962)
- I’m Getting Sentimental Over You (1961)
- I’m Glad There Is You (1947)
- I’m Gonna Live Till I Die (1954)
- I’m Gonna Make It All The Way (1973)
- I’m Gonna Sit Right Down And Write Myself A Letter (1954, 1962)
- I’m Not Afraid (1970)
- I’m Sorry I Made You Cry (1946)
- I’m Walking Behind You (1953)
- Imagination (1940, 1961)
- In The Blue Of Evening (1942, 1961)
- In The Cool, Cool, Cool Of The Evening (1964)
- In The Shadow Of The Moon (1969)
- In The Still Of The Night (1960)
- In The Wee Small Hours Of The Morning (1955, 1963)
- Indian Summer (1967)
- Indiscreet (1962)
- Isle Of Capri (1957)
- Isn't She Lovely? (1979)
- It All Came True (1947)
- It All Depends On You (1949, 1958, 1960)
- It Came Upon A Midnight Clear (1947, 1957)
- It Could Happen To You (1956)
- It Gets Lonely Early (1965)
- It Had To Be You (1979)
- It Happened In Monterey (1956)
- It Happens Every Spring (1949)
- It Might As Well Be Spring (1961, 1964)
- It Never Entered My Mind (1947, 1955, 1981)
- It Only Happens When I Dance With You (1948)
- It Started All Over Again (1942, 1961)
- It Was a Very Good Year (1965)
- It Worries Me (1954)
- It’s A Blue World (1961)
- It’s A Lonesome Old Town (1958)
- It’s A Long Way (From Your House To My House) (1951)
- It’s A Lovely Day Tomorrow (1940)
- It’s A Wonderful World (1961)
- It’s All Right With Me (1959, 1984)
- It’s All Up To You (1946)
- It’s Always You (1941, 1961)
- It’s Easy To Remember (1956)
- It’s Funny To Everyone But Me (1939)
- It’s Nice To Go Trav’ling (1957)
- It’s Only A Paper Moon (1950, 1960)
- It’s Over, It’s Over, It’s Over (1960)
- It’s Sunday (1983)
- It’s The Same Old Dream (1946, 1957)
- I’ve Been There (1979)
- I’ve Been To Town (1969)
- I’ve Got A Crush On You (1947, 1960, 1993)
- I’ve Got A Home In That Rock (1945)
- I’ve Got My Love To Keep Me Warm (1960)
- I’ve Got The World On A String (1953, 1993)
- I’ve Got You Under My Skin (1956, 1963, 1993)
- I’ve Had My Moments (1956)
- I’ve Heard That Song Before (1961)
- I’ve Never Been In Love Before (1963)

## J
- Jeepers Creepers (1954)
- Jesus Is A Rock (In A Weary Land) (1945)
- Jingle Bells (1946, 1957)
- Just A Kiss Apart (1949)
- Just An Old Stone House (1945)
- Just As Though You Were Here (1942, 1974)
- Just For Now (1947)
- Just Friends (1959)
- Just In Time (1958)
- Just One of Those Things (1954)
- (Just One Way To Say) I Love You (1949)
- Just The Way You Are (1979)

## K
- Kiss Me Again (1944)
- Kisses And Tears (1949, 1950)

## L
- L.A. Is My Lady (1984)
- Lady Day (1969)
- Last Night When We Were Young (1954, 1965)
- Laura (1947, 1957)
- Lean Baby (1953)
- Learnin’ The Blues (1955, 1962)
- Leave It All To Me (1988)
- Leaving On A Jet Plane (1970)
- Let It Snow! Let It Snow! Let It Snow! (1950)
- Let Me Try Again (1973)
- Let Us Break Bread Together (1964)
- Let’s Do It (1959)
- Let's Face the Music and Dance (1960, 1979)
- Let’s Fall In Love (1960)
- Let’s Get Away From It All (1941, 1957)
- Let’s Take An Old Fashioned Walk (1949)
- Life Is So Peculiar (1950)
- Life’s A Trippy Thing (1970)
- Light A Candle In The Chapel (1942)
- Like A Sad Song (1976)
- Like Someone In Love (1953)
- Lilly Belle (1945)
- Linda (1977)
- Little Girl Blue (1953)
- Little Green Apples (1968)
- London By Night (1950, 1957, 1962)
- Lonely Town (1957)
- Lonesome Cities (1969)
- Look To Your Heart (1955)
- Looking At The World Thru Rose Colored Glasses (1962)
- Looking For Yesterday (1940)
- Lost In The Stars (1946, 1963)
- Love And Marriage (1955, 1965)
- Love Is A Many Splendored Thing (1964)
- Love Is Here To Stay (1955)
- Love Is Just Around The Corner (1962)
- (Love Is) The Tender Trap (1955, 1962)
- Love Isn’t Just For The Young (1963)
- Love Lies (1940)
- Love Locked Out (1956)
- Love Looks So Well On You (1959)
- Love Makes Us Whatever We Want To Be (1982)
- Love Me (1951)
- Love Me As I Am (1941)
- Love Me Tender (1979)
- Love Means Love (1950)
- Love Walked In (1961)
- Lover (1950, 1961)
- Love’s Been Good To Me (1969)
- Luck Be A Lady (1963, 1994)
- Luna Rossa (1952)
- Lush Life (1958)

## M
- MacArthur Park (1979)
- Mack the Knife (1984, 1986, 1994)
- Mad About You (1949)
- Makin’ Whoopee (1956)
- Mama Will Bark (1951)
- Mam’selle (1947, 1960)
- Marie, (1940)
- Maybe You’ll Be There (1957)
- Me And My Shadow (1962)
- Mean To Me (1947)
- Meditation (1967)
- Meet Me At The Copa (1950)
- Melancholy Mood (1939)
- Melody Of Love (1954)
- Memories Of You (1956, 1961)
- Merry Christmas Little Angel (1975)
- Michael And Peter (1969)
- Mighty Lak’A Rose (1945)
- Mind If I Make Love To You? (1956)
- Mister Booze (1964)
- Mistletoe And Holly (1957)
- Misty (1961)
- Moment To Moment (1965)
- Moments In The Moonlight (1940)
- Monday Morning Quarterback (1981)
- Monique (1958)
- Montmart (1959)
- Mood Indigo (1955)
- Moody River (1968)
- Moon Love (1965)
- Moon River (1964)
- Moon Song (1965)
- Moonlight Becomes You (1965)
- Moonlight In Vermont (1957, 1994)
- Moonlight Mood (1965)
- Moonlight On The Ganges (1961)
- Moonlight Serenade (1965)
- More (1964)
- More Than You Know (1979)
- Mr. Success (1958)
- Mrs. Robinson (1969)
- My Baby Just Cares for Me (1966)
- My Blue Heaven (1950, 1960)
- My Buddy (1939)
- My Cousin Louella (1947)
- My Foolish Heart (1988)
- My Funny Valentine (1953, 1994)
- My Girl (1952)
- My Heart Stood Still (1963)
- My Kind Of Girl (1962)
- My Kind Of Town (1964, 1994)
- My Love For You (1947)
- My Melancholy Baby (1945)
- My One And Only Love (1953)
- My Romance (1946, 1947)
- My Shawl (1945)
- My Shining Hour (1979)
- My Sweet Lady (1970)
- My Way (1968, 1994)
- My Way Of Life (1968)

## N
- Name It And It’s Yours (1961)
- Nancy (With The Laughing Face) (1944, 1945, 1963, 1977)
- Nature Boy (1948)
- Neiani (1941)
- Nevertheless (1950, 1960)
- New York, New York (1979, 1993)
- Nice N’ Easy (1960)
- Nice Work If You Can Get It (1956, 1962)
- Night (1969)
- Night After Night (1949)
- Night And Day (1942, 1947, 1956, 1961, 1977)
- No One Ever Tells You (1956)
- No Orchids For My Lady (1948)
- Noah (1973)
- Nobody Wins (1973)
- None But The Lonely Heart (1946, 1947, 1959)
- Not As The Stranger (1955)
- Not So Long Ago (1940)
- Nothing But The Best (1962)
- Nothing In Common (1958)
- Now Is The Hour (1962)

## O
- O Little Town of Bethlehem (1947, 1957)
- Oh How I Miss You Tonight (1962)
- Oh Babe, What Would You Say? (1975)
- Oh Look At Me Know (1941, 1956)
- Oh What A Beautiful Mornin’ (1943)
- Oh What It Seemed To Be (1945, 1963)
- Oh You Crazy Moon (1965)
- Ol’ MacDonald (1960)
- Ol' Man River (1944, 1963)
- Old Devil Moon (1956, 1963)
- Old School Teacher (1945)
- On A Clear Day (You Can See Forever) (1966)
- On A Little Street In Singapore (1939)
- On The Road To Mandalay (1957)
- On The Sunny Side Of The Street (1961)
- Once I Loved (1967)
- Once in Love With Amy (1948)
- (Once Upon A) Moonlight Night (1946)
- Once Upon A Time (1965)
- One Finger Melody (1950)
- One for My Baby (and One More for the Road) (1947, 1958, 1993)
- One Love (1946)
- One Note Samba (1969)
- Only One To A Customer (1986)
- Only The Lonely (1958)
- Our Love Affair (1940)
- Our Town (1955)
- Out Beyond The Window (1969)
- Over The Rainbow (1945)

## P
- Pale Moon (1941)
- Paper Doll (1961)
- Paradise (1945)
- Pass Me By (1964)
- Peachtree Street (1950)
- Pennies From Heaven (1956, 1962)
- People Will Say We’re in Love (1943)
- Pick Yourself Up (1962)
- Please Be Kind (1962)
- Please Don’t Talk About Me When I’m Gone (1961)
- Pocketful Of Miracles (1961)
- Poinciana (1946, 1947)
- Polka Dots And Moonbeams (1940, 1961)
- Poor Butterfly (1967)
- Poor You (1942)
- Pretty Colors (1968)
- Prisoner Of Love (1961)
- P.S. I Love You (1956)
- Put Your Dreams Away (For Another Day) (1945, 1957, 1963)

## Q
- Quiet Night Of Quiet Stars (1967)

## R
- Rain (Falling From The Sky) (1953)
- Rain In My Heart (1968)
- Reaching For The Moon (1965)
- Remember (1962, 1978)
- Remember Me In Your Dreams (1950)
- Ring-A-Ding-Ding (1960)
- River Stay ‘Way From My Door (1960)
- Roses Of Picardy (1962)

## S
- Same Old Saturday Night (1955)
- Same Old Song And Dance (1958)
- Sand And Sea (1966)
- Santa Claus Is Comin’ To Town (1947)
- Satisfy Me One More Time (1974)
- Saturday Night (Is The Loneliest Night Of The Week) (1944, 1958)
- Say Hello (1981)
- Say It (1940)
- Searching (1982, 1983)
- Secret Love (1964)
- Send In the Clowns (1973, 1976)
- Senorita (1947)
- Sentimental Baby (1960)
- Sentimental Journey (1961)
- September In The Rain (1960)
- September Of My Years (1965)
- September Song (1946, 1961, 1965)
- Serenade In Blue (1962)
- Shadows On The Sand (1940)
- Shake Down The Stars (1940)
- She Says (1969)
- Sheila (1950)
- She’s Funny That Way (1944, 1960)
- Should I? (1950, 1960)
- Silent Night (1945, 1957, 1991)
- Since Marie Has Left Paree (1964)
- Sleep Warm (1958)
- Snootie Little Cutie (1942)
- So Far (1947)
- So In Love (1963)
- So Long, My Love (1957)
- So They Tell Me (1946)
- Softly As I Leave You (1964)
- Soliloquy (1946, 1955, 1963)
- Some Enchanted Evening (1949, 1963, 1967)
- Some Enchanted Evening (Reprise) (1963)
- Some Traveling Music (1969)
- Someone To Light Up My Life (1969)
- Someone to Watch Over Me (en) (1945, 1954)
- Somethin' Stupid (1967)
- Something (1970, 1979)
- Something Old, Something New (1946)
- Something Wonderful Happens In Summer (1956, 1957)
- Something’s Gotta Give (1958)
- Somewhere A Voice Is Calling (1942)
- Somewhere Along The Way (1961)
- Somewhere Beyond The Sea
- Somewhere In The Night (1946)
- Somewhere In Your Heart (1964)
- Somewhere My Love (1966)
- Song Of The Sabia (1969)
- Song Sung Blue (1979)
- Song Without Words (1979)
- Sorry (1949)
- South Of The Border (1953)
- South To A Warmer Place (1981)
- S’posin’ (1947, 1960)
- Spring Is Here (1947, 1958)
- Star (1968)
- Stardust (1940, 1961)
- Stargazer (1976)
- Stars Fell On Alabama (1956)
- Stars In Your Eyes (1945)
- Stay With Me (1963)
- Stella By Starlight (1947)
- Stormy Weather (1944, 1959, 1984)
- Strange Music (1946, 1947)
- Strangers in the Night (1966)
- Street Of Dreams (1942, 1979)
- Stromboli (1949, 1964)
- Summer Me, Winter Me (1979)
- Summer Wind (1966, 1993)
- Sunday (1954)
- Sunday, Monday Or Always (1943)
- Sunflower (1948)
- Sunny (1967)
- Sunrise In The Morning (1970)
- Sunshine Cake (1949)
- Sure Thing (1949)
- Sweet Caroline (1974)
- Sweet Lorraine (1946, 1977)
- Swinging On A Star (1964)
- Swingin’ Down The Lane (1956)

## T
- Take A Chance (1953)
- Take Me (1942, 1961)
- Take My Love (1950)
- Taking a Chance on Love (1954)
- Talk To Me (1959)
- Talk To Me Baby (1963)
- Tangerine (1962)
- Tea For Two (1947)
- Teach Me Tonight (1984)
- Tell Her You Love Her (1957)
- Tell Her (You Love Her Each Day) (1965)
- Tell Me At Midnight (1940)
- Tennessee News Boy (1952)
- Thanks For The Memory (1981)
- That Lucky Old Sun (1949)
- That Old Black Magic (1946, 1961, 1975)
- That Old Feeling (1947, 1960)
- That’s All (1961)
- That’s How Much I Love You (1946)
- That’s Life (1966)
- That’s What God Looks Like To Me (1978, 1979)
- The Beautiful Strangers (1969)
- The Bells Of Christmas (1968)
- The Best I Ever Had (1976)
- The Best Is Yet To Come (1964, 1994)
- The Best Of Everything (1984)
- The Birth Of The Blues (1952)
- The Boys Night Out (1962)
- The Brooklyn Bridge (1946)
- The Call Of The Canyon (1940)
- The Charm Of You (1944)
- The Christmas Song (1957)
- The Christmas Waltz (1954, 1957, 1968)
- The Coffee Song (1946, 1960)
- The Continental (1950, 1964)
- The Cradle Song (Brahms’ Lullaby) (1944)
- The Curse Of An Aching Heart (1961)
- The Days Of Wine And Roses (1964)
- The Dum Dot Song (1946)
- The End Of A Love Affair (1956)
- The Fable Of The Rose (1940)
- The First Noel (1957)
- The Future (1979)
- The Gal That Got Away (1954, 1981)
- The Game Is Over (1970)
- The Girl From Ipanema (1967)
- The Girl Next Door (1953, 1962)
- The Girl That I Marry (1946)
- The Girls I Never Kissed (1986, 1988)
- The Good Life (1964)
- The Gypsy (1962)
- The Happy Madness (Estrada Branca) (1969)
- The House I Live In (1945, 1964, 1994)
- The Hucklebuck (1949)
- The Hurt Doesn’t Go Away (1973)
- The Impatient Years (1955)
- The Impossible Dream (1966)
- The Lady Is a Tramp (1956, 1993)
- The Lamplighter’s Serenade (1942)
- The Last Call For Love (1942)
- The Last Dance (1958, 1960)
- The Little Drummer Boy (1964)
- The Lonesome Road (1956)
- The Look Of Love (1962)
- The Man In The Looking Glass (1965)
- The Moon Got In My Eyes (1965)
- The Moon Was Yellow (1945, 1958, 1965)
- The Most Beautiful Girl In The World (1966)
- The Music Stopped (1943, 1946, 1947)
- The Nearness Of You (1947, 1960)
- The Night We Called It A Day (1942, 1947, 1957)
- The Old Master Painter (1949)
- The Oldest Established (Permanent Floating Crap Game In New York) (1963)
- The One I Love Belongs To Somebody Else (1940, 1959, 1961)
- The Only Couple On The Floor (1975)
- The Right Girl For Me
- The Saddest Thing Of All (1974, 1975)
- The Sea Song (1954)
- The Second Time Around (1960, 1963)
- The Shadow of Your Smile (1966)
- The Single Man (1969)
- The Sky Fell Down (1940)
- The Song Is Ended (1962)
- The Song Is You (1942, 1946, 1947, 1958, 1979)
- The Stars Will Remember (1947)
- The Summer Knows (1974)
- The Sunshine Of Your Smile (1941)
- The Things We Did Last Summer (1946)
- The Train (1969)
- The Twelve Days of Christmas (1968)
- The Very Thought Of You (1962)
- The Way You Look Tonight (1964)
- The Wedding Of Lili Marlene (1949)
- The World Is In My Arms (1940)
- The World We Knew (Over And Over) (1967)
- Then Suddenly Love (1964)
- There Are Such Things (1942, 1961)
- There But For You Go I (1947)
- There Used To Be A Ballpark (1973)
- There Will Never Be Another You (1961)
- There’s A Flaw In My Flue (1956)
- There’s A Small Hotel (1957)
- There’s No Business Like Show Business (1946)
- There’s No You (1944, 1957)
- There’s Something Missing (1950, 1951)
- These Foolish Things (1945, 1961)
- They All Laughed (1979)
- They Came To Cordura (1958)
- They Can't Take That Away From Me (1953, 1962, 1993)
- They Say It’s Wonderful (1946)
- This Is All I Ask (1965)
- This Is My Love (1967)
- This Is My Song (1967)
- This Is The Beginning Of The End (1940)
- This Is The Night (1946)
- This Love Of Mine (1941, 1955)
- This Nearly Was Mine (1963)
- This Town (1967)
- This Was My Love (1959)
- Three Coins In A Fountain (1954, 1964)
- Tie A Yellow Ribbon Round The Ole Oak Tree (1974)
- Time After Time (1946, 1957)
- Tina (1960)
- To Love A Child (1981)
- To Love And Be Loved (1958)
- Together (1962)
- Too Close For Comfort (1958)
- Too Marvelous For Words (1956)
- Too Romantic (1940)
- Trade Winds (1940)
- Triste (1969)
- Try A Little Tenderness (1945, 1960)
- Twin Soliloquies (Wonder How It Feels) (1963)
- Two Hearts Are Better Than One (1946)
- Two Hearts, Two Kisses (1955)
- Two In Love (1941)

## U
- Until The Real Thing Comes Along (1984)

## V
- Violets For Your Furs (1941, 1953)

## W
- Wait For Me (Johnny Concho’s Theme) (1956)
- Wait Till You See Her (1956)
- Walk Away (1973)
- Walkin’ In The Sunshine (1952)
- Wandering (1968)
- Watch What Happens (1969)
- Watertown (1969)
- Wave (1969)
- We Just Couldn’t Say Goodbye (1947)
- We Kiss In The Shadow (1951)
- We Open In Venice (1963)
- We Three (1940)
- We Wish You The Merriest (1964)
- Weep They Will (1955)
- Well Did You Evah? (1956)
- We’ll Be Together Again (1956)
- We’ll Gather Lilacs (1962)
- We’ll Meet Again (1962)
- What A Funny Girl (You Used To Be) (1969)
- What Are You Doing The Rest Of Your Life? (1974)
- What Do I Care For A Dame? (1957)
- What Is This Thing Called Love? (1955)
- What Makes The Sunset? (1944)
- What Now My Love (1966, 1993)
- What Time Does The Nest Miracle Leave? (1979)
- Whatever Happened To Christmas? (1968)
- What’ll I Do? (1947, 1962)
- What’s New? (1958)
- What’s Now Is Now (1969)
- When I Lost You (1962)
- When I Stop Loving You (1954)
- When I Take My Sugar To Tea (1960)
- When I’m Not Near The Girl I Love (1963)
- When Is Sometime? (1947)
- When No One Cares (1959)
- When Somebody Loves You (1965)
- When The Sun Goes Down (1950)
- When The Wind Was Green (1965)
- When The World Was Young (1961)
- When You Awake (1940, 1947)
- When Your Lover Has Gone (1944, 1955)
- When You’re Smiling (1950, 1960)
- Where Are You? (1957)
- Where Do You Go? (1959)
- Where Do You Keep Your Heart? (1940)
- Where Is My Bess? (1946)
- Where Is The One? (1947, 1957)
- Where Or When (1945, 1958, 1994)
- While The Angelus Was Ringing (1948)
- Whispering (1940)
- White Christmas (1944, 1947, 1954)
- Who Told You I Cared? (1939)
- Who Wants To Be A Millionaire? (1956)
- Why Can't You Behave? (1948)
- Why Remind Me? (1949)
- Why Should I Cry Over You? (1953)
- Why Shouldn’t I? (1945)
- Why Shouldn’t It Happen To Us? (1946)
- Why Try To Change Me Now? (1952, 1959)
- Why Was I Born? (1947)
- Willow Weep For Me (1958)
- Winchester Cathedral (1966)
- Winners (1973)
- Witchcraft (1957, 1963, 1993)
- With Every Breath I Take (1956)
- Without A Song (1941, 1961)
- Wives And Lovers (1964)
- World War None (1979)
- Wrap Your Troubles In Dreams (1954)

## Y
- Ya Better Stop (1953)
- Yellow Days (1967)
- Yes Indeed (1961)
- Yes Sir, That's My Baby (1966)
- Yesterday (1969)
- Yesterdays (1961)
- You And I (1941)
- You And Me (1978, 1979)
- You And The Night And The Music (1960)
- You Are the Sunshine of My Life (1974, 1975)
- You Are There (1967)
- You Are Too Beautiful (1945)
- You Brought A New Kind Of Love To Me (1956, 1963)
- You Can Take My Word For It Baby (1946)
- You Don’t Remind Me (1950)
- You Do Something to Me (1950, 1960)
- You Forgot All The Words (1955)
- You Go To My Head (1945, 1960)
- You Lucky People You (1941)
- You Make Me Feel So Young (1956, 1993)
- You Might Have Belonged To Another (1941)
- You, My Love (1954)
- You Never Had It So Good (1964)
- You Turned My World Around (1974)
- You Will Be My Music (1973)
- You’d Be So Easy To Love (1960)
- You’d Be So Nice To Come Home To (1956)
- You’ll Always Be The One I Love (1957)
- You’ll Get Yours (1955)
- You’ll Know It Whan It Happens (1946)
- You’ll Never Know (1943)
- You’ll Never Walk Alone (1945, 1963)
- Young at Heart (1953, 1963)
- Younger Than Springtime (1967)
- Your Love For Me (1956)
- You’re A Lucky Fellow, Mr. Smith (1964)
- You’re Breaking My Heart All Over Again (1940)
- You’re Cheatin’ Yourself (If You’re Cheatin’ On Me) (1957)
- You’re Driving Me Crazy (1966)
- You’re Getting To Be A Habit With Me (1956)
- You’re Gonna Hear From Me (1966)
- You’re Lonely And I’m Lonely (1940)
- You’re My Girl (1947)
- You’re Nobody ‘Til Somebody Loves You (1961)
- You’re Sensational (1956)
- You’re So Right (For What’s Wrong In My Life) (1973)
- You’re The One (1950, 1951)
- Yours Is My Heart Alone (1940)

## Z
- Zing Went The Strings Of My Heart (1960)